# Ambatolampy

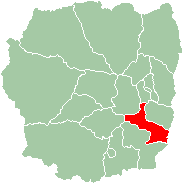
Mapa prowincji Antananarywa przedstawiająca dystrykt Ambatolampy

Ambatolampy to miasto znajdujące się w środkowym Madagaskarze, w prowincji Antananarywo, w regionie Vakinankaratra, w dystrykcie Vakinankaratra.

## Transport
Przez teren miasta przebiega droga krajowa Route nationale 7 (Madagaskar).

## Gospodarka
Gospodarka miasta jest skupiona głównie na rolnictwie: jego mieszkańcy utrzymują się z uprawy kukurydzy, warzyw i owoców, manioku, ryżu, pszczelarstwa i hodowli koni. Znajduje się tu również fabryka zajmująca się produkcją garnków z aluminium.